# 김만후
김만후(1964년 3월 26일 ~ 2005년 9월 11일)는 해태, 쌍방울에서 뛴 전 야구 선수다. 1991년부터 본격적으로 주전으로 도약해 활약했는데 중앙대 진학설이 있었으나 원광대로 급선회하기도 했다. 2005년 담도암으로 사망했다.

## 출신 학교
- 전라중학교
- 전주고등학교
- 원광대학교

## 같이 보기
- 1987년 해태 타이거즈 시즌
- 1991년 쌍방울 레이더스 시즌